# Críquet en los Juegos Asiáticos
El Críquet en los Juegos Asiáticos se disputa desde la edición de 2010 en Guangzhou, China tanto en la rama masculina como en la femenina.
Pakistán es el país que ha ganado más veces el título del deporte con 2, pero el que ha ganado más medallas en general ha sido Bangladés.

## Ediciones

### Masculino
| Año  | Sede      |           | Medalla de Oro | Medalla de Oro | Medalla de Oro |           | Medalla de Bronce | Medalla de Bronce | Medalla de Bronce |
| Año  | Sede      | Oro       | Resultado      | Plata          | Bronce         | Resultado | 4º Lugar          |                   |                   |
| 2010 | Guangzhou | Bangladés | 5 wickets      | Afganistán     | Pakistán       | 6 wickets | Sri Lanka         |                   |                   |
| 2014 | Incheon   | Sri Lanka | 68 runs        | Afganistán     | Bangladés      | 27 runs   | Hong Kong         |                   |                   |

### Femenino
| Año  | Sede      |          | Medalla de Oro | Medalla de Oro | Medalla de Oro |           | Medalla de Bronce | Medalla de Bronce | Medalla de Bronce |
| Año  | Sede      | Oro      | Resultado      | Plata          | Bronce         | Resultado | 4º Lugar          |                   |                   |
| 2010 | Guangzhou | Pakistán | 10 wickets     | Bangladés      | Japón          | 7 wickets | China             |                   |                   |
| 2014 | Incheon   | Pakistán | 4 runs         | Bangladés      | Sri Lanka      | 5 wickets | China             |                   |                   |

## Medallero
| Pos.  | País       | Oro | Plata | Bronce | Total |
| ----- | ---------- | --- | ----- | ------ | ----- |
| 1     | Pakistán   | 2   | 0     | 1      | 3     |
| 2     | Bangladés  | 1   | 2     | 1      | 4     |
| 3     | Sri Lanka  | 1   | 0     | 1      | 2     |
| 4     | Afganistán | 0   | 2     | 0      | 2     |
| 5     | Japón      | 0   | 0     | 1      | 1     |
| Total | Total      | 4   | 4     | 4      | 12    |